# Eduard Cuntze
Eduard Cuntze (* 6. August 1814 in Sachsenberg; † 28. August 1874 in Arolsen) war ein deutscher Jurist, Gutsbesitzer und Abgeordneter im Fürstentum Waldeck.

## Leben
Cuntze war der Sohn von Georg Anton Wilhelm Cuntze (* 9. Oktober 1771 in Sachsenberg; † 14. Juni 1826). Der Vater war Samtrichter des Amtes Lichtenfels, Hofrat, Stadtrichter zu Sachsenberg, von Dalwigkscher Justizamtmann und Oberpolizeibeamter der Stadt Sachsenberg. Die Mutter war dessen Ehefrau Friederike Louise geborene Kleinschmit (* 18. März 1776 in Landau; † 30. März 1858 in Arolsen), die Tochter des Amtmann in Landau und Wetterburg und Hofrats Wilhelm Ernst Friedrich Kleinschmit (getauft 20. Februar 1735 in Nieder-Waroldern; † 28. März 1796 in Herbram bei Paderborn) und dessen Ehefrau Wilhelmine Christiane geborene Scipio (getauft 23. Oktober 1743 in Korbach; † 10. Dezember 1781 ebenda).
Er heiratete 1847 Fanny Albertine Henriette Marie Schiek (* 1. August 1825 in Rinteln; † 7. Januar 1872 in Arolsen), Tochter des Gymnasialdirektors in Rinteln Dr. phil. Heinrich August Schiek (* 28. Juli 1792 in Sundhausen bei Gotha; † 9. März 1866 in Rinteln) und dessen Ehefrau Luise Friederike (Lea (?)) Marc (* 10. Februar 1800 in Arolsen; † 21. Mai 1866 in Rinteln), einer Schwester des Dr. Louis Marc. Albert Cuntze war sein Bruder, Ludwig Heinrich Carl Philipp Bauer sein Schwager.
Cuntze besuchte von 1831 bis 1832 das Landesgymnasium in Korbach und studierte danach Rechtswissenschaften. Er lebte als Rechtsanwalt zu Arolsen. Zwischen Juli 1840 und 1847 war er Vormund der Kinder von Eduard Leonhardi. Zu dem Besitz gehörte das landtagsfähige Burglehens in Mengeringhausen. Er war daher vom 2. Oktober 1840 bis Februar 1847 Mitglied des Landstandes des Fürstentums Waldeck.
1842 wurde er General-Mandatar und Vertreter der Herren von Padberg. 1848 wurde er Rechtsvertreter der Familie der Freiherren von Lüninck. 1867 wurde er noch als Rechtsanwalt zu Arolsen genannt.
Er erwarb gemeinsam mit seinem Bruder Albert einen Teil des ehemals von Gaugrebenschen Rittergutes zu Goddelsheim. Nachdem er 1848 mit seinem Bruder im Besitz von inzwischen zwei Dritteln des ehemaligen von Gaugrebenschen Gutes war, stellte er wiederholte Anträge auf Zulassung zur Landstandschaft als Mitglied der Ritterschaft. Diese wurden jedoch jedes Mal von den Ständen abgelehnt, zuletzt am 3. April 1848. 1848 war er Kandidat bei der Wahl eines Stellvertreters des waldeckischen Nationalvertreters zur Frankfurter Nationalversammlung. Er galt als Reformist, der in seine Überlegungen entschieden auch die Interessen der noch weniger gebildeten Schichten der Bevölkerung einbezog.
1855 wurde er Pächter von Kuranlagen zu Nieder-Wildungen und Mitbegründer der „Wildunger Mineralquellen A.G.“. 1855/56 war er Aktionär der Nachfolgegesellschaft „Wildunger Brunnen-Aktiengesellschaft“ und von 1855 bis 1874 im Nebenamt tätiger Direktor der Gesellschaft mit Sitz in Arolsen. Auf seinen Antrag erhielt 1856 der Wildunger Sauerbrunnen den Namen „Georg-Victor-Quelle“. Nebenamtlich war er „Prospektor auf bergbaulichem Gebiet (Lagerstättenforschung)“. Er war Gründer der Arolser Spar- und Leihkasse und deren nebenamtlicher Direktor.
1867 wurde er mit dem Roter Adlerorden 4. Klasse ausgezeichnet und erlitt 1872 einen Schlaganfall.